# Ísafjörður
 Ísafjörður (pronunciat "ˈiːsaˌfjœrðʏr̥"), fiord de gel en Islandès, és una ciutat al nord-oest d'Islàndia. La ciutat rep el seu nom pel fiord i a aquest se li va donar nom al mateix temps a l'illa i país que pertany, (Islàndia, "La Terra del Gel"). Amb una població d'uns 4.000 habitants, Ísafjörður és la ciutat més gran de la península de Vestfirðir (o Fiords de l'Oest), amb el seu municipi, Ísafjarðarbær, que inclou el proper Hnífsdalur, Flateyri, Suðureyri, i Þingeyri. Es troba en un banc de sorra, o eyri, en el fiord Skutulsfjörður que pertany a les aigües del fiord més gran anomenat Isafjarðardjúp.

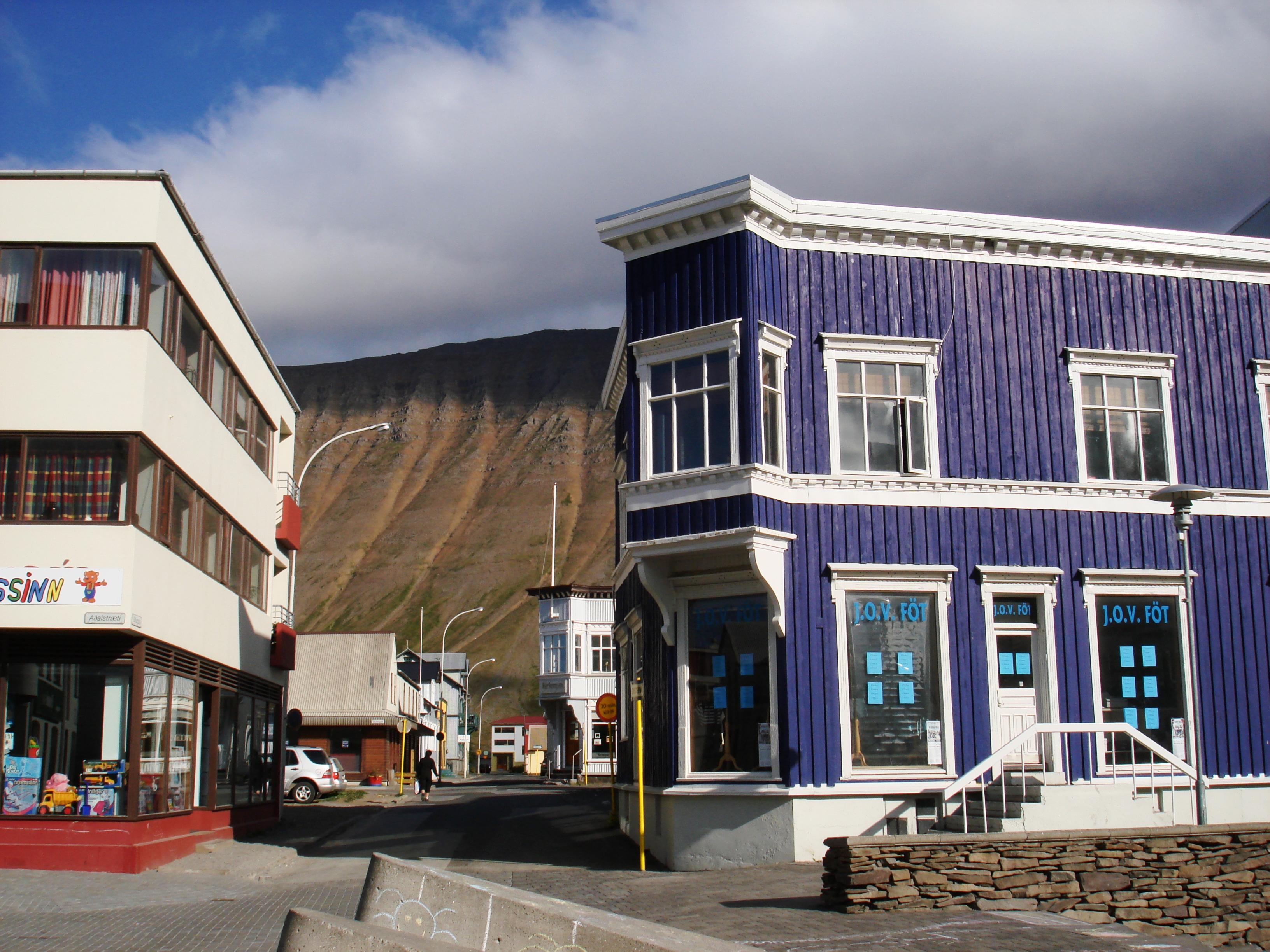
Centre de la ciutat

La ciutat està comunicada per carretera a Bolungarvík, un poble que es troba a 15 km al nord-oest, i la petita ciutat de Súðavík a l'est. Per arribar als pobles de Flateyri i Suðureyri, s'ha d'anar per un túnel que en una part només té un sol carril. Aquest túnel va ser finalitzat el 1996, i conté una cruïlla a l'interior. Ísafjörður també té un aeroport amb vols regulars a Reykjavík, la capital del país.
La pesca ha estat la principal indústria a Ísafjörður, i la ciutat té una de les principals pesqueries d'Islàndia. Una disminució de la pesca, a causa de moltes raons, com ara restriccions a la pesca política en els anys vuitanta i les causes naturals, ha portat els habitants a buscar feina en un altre lloc fent que el nombre de la població disminueixi. El port també té vaixells que van als assentaments propers així com grans vaixells de creuers de turistes que visiten la zona.

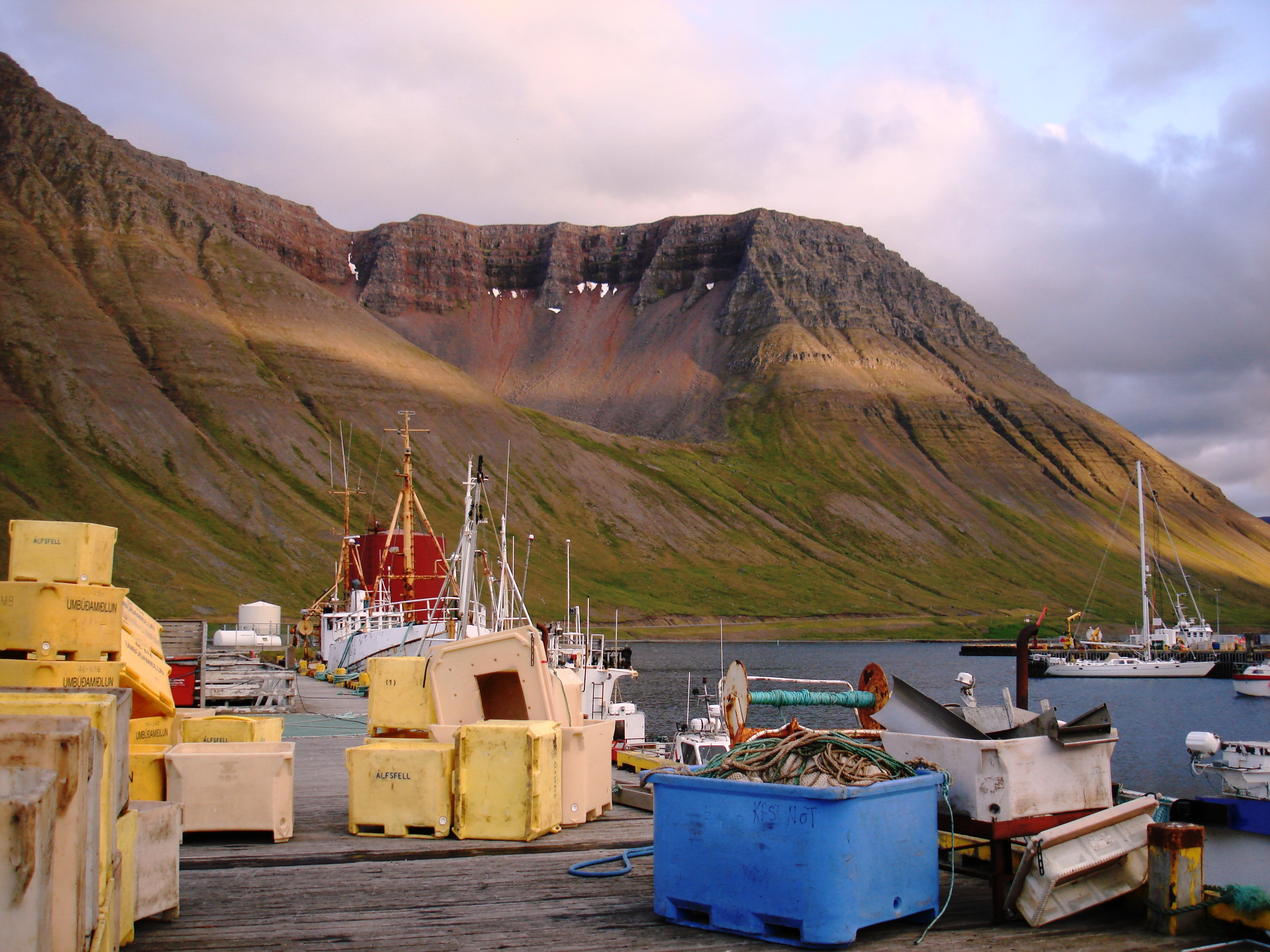
Port d'Ísafjörður

Malgrat la seva mida, la seva petita població, i l'aïllament històric de la resta del país, la ciutat té una atmosfera una mica urbana. Ísafjörður té una escola de música i un hospital. A l'edifici de l'hospital vell ara hi ha un centre cultural amb una biblioteca i unes sales d'exposició. Recentment, la petita ciutat que es coneix al país com un centre per a la música alternativa a Islàndia, fa un festival anual, a càrrec Aldrei Eg Sudurad. El festival s'ha creat per acollir un nombre de músics locals, així com bandes de tota d'Islàndia i de l'estranger, fins i tot.

## Història
D'acord amb el Landnámabók (el llibre de les lleis), Skutulsfjördur (com es deia abans Ísafjörður) va ser habitada per Helgi Magri Hrólfsson al segle novè. Al segle xvi la ciutat va créixer en grandària a causa del seu establiment com un lloc comercial per als comerciants estrangers. Els judicis de les bruixes eren comuns en aquella època a tot el Vestfirðir, i moltes persones van ser desterrades a la propera península de Hornstrandir, ara una reserva natural nacional. La ciutat d'Ísafjörður es va conèixer amb aquest nom l'any 1786, ja que abans es deia Skutulsfirði.

## Cultura
La ciutat té diferents esdeveniments, molt populars, tant en l'àmbit de la cultura i de la recreació a l'aire lliure. Aquests són: 
- Iceland Music Festival "
- Vinya Djupid "Vinya Djupid" Arxivat 2017-06-26 a Wayback Machine. Festival de Música

## Fills i filles il·lustres de la ciutat
- Ólafur Ragnar Grímsson (1943-), President d'Islàndia.
- Jón Baldvin Hannibalsson (1939-), polític.